# Solen sjunker, dagen glider
Solen sjunker, dagen glider är en svensk psalm med tre verser som skrevs 1885 av Carl Boberg. Musiken är komponerad 1894 av Anders Gustaf Lindqvist.

## Publicerad i
- Svenska Missionsförbundets sångbok (1951) nr 687, under rubriken "Dagar och tider - Afton".[1]

### Fotnoter
1. 1 2   Sånger och psalmer musik och text : för enskilt och offentligt bruk. Stockholm: Missionsförb. 1951. Libris 3387612